# Кличевский партизанский край
Кличевский партизанский край — зона партизанского движения на территории Белорусской ССР в годы Великой Отечественной войны. В начале 1944 года его территория превышала 3 тыс. квадратных километров. На территории Кличевского партизанского края находилось более 70 тыс. мирных жителей и 18 тыс. партизан, что и позволило дать ему название Малой Советской землей. Центром партизанского базирования стали Усакинские леса.

## История создания
Кличевская партизанская зона базировалась на территории Кличевского и частично граничащих с ним Осиповичского, Белыничского, Березинского, Кировского и других районов Могилёвской области, которую контролировали партизаны.
Кличевская партизанская зона появилась по итогам совещания под руководством маршала Советского Союза Клима Ворошилова, которая состоялась 1 июля 41-го в штабе Западного фронта под Могилевом. В ходе этого совещания было приказано организовать диверсионные группы, партизанские отряды и направить их в тыл врага.
Первым на Кличевщине появился не партизанский отряд, а партизанская группа. Одним из ее организаторов стал уроженец Кличева Яков Заяц, впоследствии — секретарь подпольного Кличевского райкома партии. Группа просуществовала всего около недели, но успела проделать огромную работу. Ее усилиями была налажена связь с оставшимися в тылу местными патриотами и военнослужащими-окруженцами. Таким образом, партизаны в Усакинских лесах на Кличевщине появились еще до решения Могилевского обкома партии.
5 июля 1941 года, в лесу около деревни Развадово состоялось заседание райкома партии, на котором было утверждено 5 патриотических групп, а спустя две недели они объединились в первый партизанский отряд. Согласно справки из Государственного архива общественных объединений Могилевской области:

По решению Могилевского обкома КП(б)Б Игнат Изох 6 июля 41-го прибыл в Кличевский район и вместе с Яковом Зайцем возглавил партизанскую группу. В этой группе были… Анисим Бай, Петр Букатый, Петр Викторчик, Иван Витоль и другие.
Командиром созданного партизанского отряда стал кадровый военнослужащий, старший лейтенант Бородин. После его ухода на фронт в сентябре 41-го, отряд, получивший название Кличевский, возглавил директор средней школы Игнат Изох. Комиссаром стал довоенный заведующий отделом пропаганды и агитации Кличевского райкома партии Яков Заяц.

## Деятельность партизан
Кличевскую партизанскую зону защищало 18 тыс. человек, они были объединены в 5 партизанских бригад и 16 партизанских отрядов. В больших селах партизаны создали 40 вооруженных отрядов самообороны
На территории действовал Могилевский подпольный обком партии и обком комсомола, штаб Могилевской военно-оперативной группы, Белыничский, Березинский, Могилевский и Кличевский подпольные райкомы партии и комсомола, другие военные формирования и органы гражданской власти. В лесной типографии издавались подпольные газеты: областная «За Радзіму», кличевская «Голас партызана».
В разные периоды существования Кличевской партизанской зоны освобожденная от врага площадь, на которой была восстановлена советская власть, менялась. Так, на конец 1942 года она занимала 1,9 тыс. кв. км, а на начало 1944-го охватывала уже без малого на 3 тыс. кв. км. Ее центр располагался в районе деревни Усакино Кличевского района, в Усакинских лесах. И хотя немцы много раз пытались захватить этот край, советская власть тут сохранилась до прихода Красной Армии.
Всюду, где позволяли условия, на территории партизанских краев восстанавливались органы Советской власти.
Самым результативным был Кличевский отряд. На его счету — взрыв 17 июля 1941 года бензосклада на аэродроме. Уничтожение Кличевского маслозавода, железнодорожного моста на перегоне Осиповичи —Могилев, подрыв трех вражеских автомобилей на шоссейной дороге Бобруйск — Могилев.
Зверства немецких войск, которые они практиковали для устрашения населения, порождали жажду мщения. Так, в ночь с 19 на 20 марта 1942 года 4 партизанских отряда зажали вражеский гарнизон в Кличеве в кольцо, и после боя, который продолжался 12 часов, разгромили его полностью. Никто из немцев и местных полицаев не ушел живым.
С этого дня во вражеском тылу и начал действовать советский район, полноправными хозяевами которого стали партизаны.
20 марта 1942 года, состоялось заседание подпольного райкома партии совместно с исполкомом райсовета, образованном после освобождения района от оккупантов. 3 апреля был избран подпольный райком партии в составе Петра Викторчика, Якова Зайца, Ивана Крисковца, Сергея Мазура, Владимира Романенко. Секретарем райкома стал Яков Заяц. C этого дня было объявлено, что на территории Кличевского района восстановлена Советская власть. Район продолжал оставаться на военном положении. Руководство всей политической, оборонной и хозяйственной деятельностью оказалось сосредоточена в районных и местных органах Советской власти. Были восстановлены в своих полномочиях все выборные и административные советские, хозяйственные и общественные органы. Целью их деятельности стала мобилизация всех трудящихся на оборону Родины, а именно а) сбор оружия и боеприпасов на территории района, б) содействие партизанским отрядам во всех их действиях, в) создание продовольственных запасов для партизан и населения, г) оказание помощи семьям красноармейцев, партизан и лицам, пострадавшим от террора немцев, д) удовлетворение культурных и бытовых нужд трудящихся района .
Партизаны удерживали в своих руках Кличевский район около двух лет.
С оккупированных территорий сюда приходили люди, боеспособные пополняли собой партизанские отряды.
27 сентября 1942 года вышел первый номер подпольной газеты «Голас партызана». Ее редактором стал Иван Павлович Крисковец, сотрудниками — довоенные журналисты Николай Сидорович, Алоиз Тарнецкий, а набирали и печатали кличевские полиграфисты Савелий Вершук, Панкрат Зайцев и Хаим Эпштейн.
В июле 1942 года была установлена связь с Большой землей — из Москвы в Усакинский лес были заброшены два десантника с радиостанцией. Через них Кличевский оперативный центр договорился с Центральным штабом партизанского движения о присылке самолетов с грузами на партизанский аэродром. Пробный рейс выполнили в ночь на 11 июля.
Летом 1942 года немцы провели карательную операцию, они полностью сожгли Бацевичи и Заречье, подожгли Буднево, Великую Старину. В Усакино, в поселках Вязень и Селец от рук немецких войск погибли сотни мирных жителей. Партизанские отряды были вынуждены отойти в глубь лесов
Их деятельность продолжалась. О чем свидетельствует отрывок из донесения командира 277-го партизанского отряда:

-— 8 сентября отрядом взорван ж.д. мост на р. Нача по магистрали Минск — Орша. Уничтожена охрана моста, состоявшая из 70 немцев. Взяты трофеи: 2 пулемета, 5 тыс. патронов и ценные документы, которые переданы в штаб Западного фронта. Наши потери — 2 чел.
— 9 сентября уничтожен карательный отряд у дер. Нача — 26 чел. Трофеи: 23 винтовки, ручной пулемет и автомат.
— 11 сентября уничтожен карательный отряд в дер. Выдрица — 91 чел. (действовали совместно со 128-м партизанским отрядом).
— 22 сентября взводом лейтенанта Евстратова спущен под откос воинский состав…

— 25 сентября в 23 часа взводом лейтенанта Русецкого (в 3 км западнее стн. Крупки) остановлен воинский эшелон с горючим. Сожжена 31 цистерна, 2 паровоза взорваны, охрана перебита.
В конце 1942 года освобождённая территория составляла около 1,9 тыс. квадратных километров. Её удерживали отряды 208-й, 277-й, 752-й, 61-й, 128-й, 760-й, 620-й.
В августе 1942 года от имени Военного совета Западного фронта Георгий Жуков поздравил партизан с выходом из окружения.
В начале 1944 года в зоне, территория которой превысила 3 тыс. квадратных километров, находилось более 70 тыс. мирных жителей. Охраняли её более 18 тыс. партизан.
Партизанские зоны были настоящими боевыми форпостами, базой, где принимали самолёты с Большой земли, готовили резервы. Среди населения распространяли листовки, газеты, сводки Совинформбюро. Жители партизанских зон отмечали советские праздники: в населённых пунктах вывешивали красные флаги, проводили митинги, концерты и просмотры кинофильмов, присланных из советского тыла. Сам факт существования партизанских зон содействовал росту всенародного сопротивления гитлеровцам. В период освобождения Беларуси у противника не было возможности организовать оборону на территории партизанских зон, и это помогало наступлению советских войск.
Местные жители участвовали в боевых операциях, помогали в сборе и ремонте оружия, организации быта, обеспечивали партизан продовольствием, жильём, собирали обувь, одежду, ухаживали за ранеными и больными бойцами. Под охраной и с помощью партизан жители партизанских зон сеяли, убирали урожай и прятали его от врага.

## Увековечивание памяти
Сегодня на Кличевщине существует более 40 памятников, мемориальных знаков, увековечивающих мужество партизан и подпольщиков. В честь партизан, которые освобождали в марте 1942 года городской посёлок Кличев, насыпан курган Славы и установлен памятник. Именем Якова Зайца в райцентре названа одна из улиц. Местный краеведческий музей имеет болгатую экспозицию, посвященную истории партизанского движения.
В «партизанской столице» — Усакино действует мемориальный комплекс. Приезжающие сюда могут увидеть не только памятник героям, но и партизанские землянки. Совершить экскурсию по местам боев и стоянок кличевских партизан. Также гостям показывают Партизанское кладбище, где в восемнадцати братских могилах покоятся останки более четырехсот погибших партизан и партизанок..
Белорусское телеграфное агентство «БЕЛТА» и Белорусский государственный музей ВОВ «Партизанская летопись» организовали новый раздел проекта «Кличевская партизанская зона». Еженедельно публикуются оцифрованные версии из уникальной коллекции рукописных партизанских журналов, которая хранится в Белорусском государственном музее истории Великой Отечественной войны и имеет статус историко-культурной ценности категории «1» международного значения. Каждая из них показывает разные стороны жизни партизанских формирований. Вплоть до 3 июля 2019 года БЕЛТА будет публиковать партизанские журналы, дополняя уникальный контент архивными фотографиями агентства.